# Дубовець (Гомельський район)
Дубовець (біл. Дубавец) — селище в Довголіській сільраді Гомельського району Гомельської області Білорусі.

## Географія

### Розташування
У 18 км від залізничної станції Якимівка (на лінії Калинковичи — Гомель), 36 км на південний захід від Гомеля.

## Гідрографія
На півдні й заході меліоративні канали.

## Транспортна мережа
Автомобільна дорога Калинковичі — Гомель. 
Забудова одностороння, дерев'яна, садибного типу.

## Історія

### У складі БРСР (СРСР)
Заснований на початку 1920-х років переселенцями з сусідніх сіл. У 1932 році жителі вступили в колгосп. У 1939 — 1940 роках в селище переїхала частина жителів селища Білий Берег, яке перестало існувати з 1941 року. 
Під час німецько-радянської війни в серпні 1942 року біля села радянськими літаками був скинутий десант. Десантники були захоплені окупантами та розстріляні. У листопаді 1943 року німецькі окупанти повністю спалили селище і вбили 3 жителів, 7 жителів загинули на фронті. 
У 1959 році в складі радгоспу імені Миколи Горького (центр — село Довголісся).

### У складі Республіки Білорусь
Станом на 2021 рік, селище Дубовець входить до складу Довголіської сільської ради Гомельського району Гомельської області.

## Населення

### Чисельність
- 2004 — 16 господарств, 28 жителів.